# 알리안사 페트롤레라
알리안사 페트롤레라(Alianza Petrolera)는 콜롬비아에 위치한 바랑카베르메하를 연고로 하는 축구팀이다. 이 팀은 1991년에 창단하였다.

## 선수 명단

### 현역
- 아리아스(2006 ~ 2008, 2017 ~ )
- 안드레스 렌테리아(2012, 2023 ~ )
- 페드로 프랑코(2023 ~ )